# Алан Гутьєррес
Алан Гутьєррес (англ. Alan Gutierrez; нар. в 1958 році в Канзас-Сіті, Міссурі) — художник та ілюстратор, який спеціалізується на обкладинках наукової фантастики та фентезі.

## Біографія
Гутьєррес виріс у південній Каліфорнії, а в 1982 році отримав ступінь бакалавра з ілюстрації в Коледжі дизайну АртЦентр у Пасадені. Його перший професійний продаж був у Fantasy Book у 1983 році. Потім він почав малювати обкладинки для Tor Books, Baen Books та інших видавництв. Гутьєррес також малював обкладинки для журналів Aналог, Азімовз сайнс фікшн та інших науково-фантастичних журналів. Станом на середину 2014 року йому приписують 156 обкладинок книг і журналів в Internet Speculative Fiction Database. Його роботи були номіновані на кілька премій.